# 朔立木
朔 立木（さく たつき）は、日本の小説家、現役の法律家。
本人によるプロフィールは性別を含めほとんど明かされていないが、「著者は刑事裁判の分野で知る人ぞ知る女性弁護士だ。小説家志望で文学部を卒業し、法学部に入り直して司法試験に合格したという変わり種」と明かす者もいる。

## 著書
- お眠り私の魂（2001年7月 光文社）
  - 【改題】裁判官―お眠り私の魂（2009年2月 光文社文庫）
- 深層（2002年9月 光文社 / 2007年10月 光文社文庫）
  - 収録作品
    - 針 - 附属池田小事件をモデルにしている
    - スターバート・マーテル - 中国自動車道女子中学生手錠放置事件をモデルにしている
    - 鏡 - 大学病院薬物過剰投与事件をモデルにしている
    - ディアローグ - 有名作家の子息自死事件をモデルにしている
- 死亡推定時刻（2004年7月 光文社 / 2006年7月 光文社）
- 命の終わりを決めるとき（2005年6月 光文社 / 2008年6月 光文社文庫）
  - 【改題】終の信託（2012年6月 光文社文庫）
    - 収録作品：終の信託 / よっくんは今
- 暗い日曜日（2006年1月 角川書店）
- 暗闇のヒミコと（2007年12月 光文社）

## 映像化作品

### テレビドラマ
- 死亡推定時刻（2006年9月9日、フジテレビ系、主演：吉岡秀隆）

### 映画
- 終の信託（2012年10月27日公開、配給：東宝、監督：周防正行、主演：草刈民代）